# Polenz
Polenz je řeka v Sasku, pravá zdrojnice Lachsbachu. Její délka činí 31,3 km.

## Průběh toku
Polenz pramení poblíž česko-německé státní hranice z několika pramenů v prostoru mezi Langburkersdorfem, Novou Vískou a Rugiswalde. Hlavní pramen vyvěrá na svahu Knoffenbergu (484 m) v nadmořské výšce 425 m, další pramení u státní hranice a v Langburkersdorfu se spojují do jednoho toku. Horní tok nese název Langburkersdorfer Bach a tvoří hlavní osu zástavby Langburkersdorfu, ze kterého pokračuje do Neustadtu in Sachsen. Severně od náměstí zde přijímá zprava vodu Lohbachu a nadále nese jméno Polenz. Regulovaným korytem teče do vesnice Polenz, která získala podle řeky název.
Střední tok mezi vsí Polenz a Hohnsteinem je velmi málo poznamenaný zásahy člověka. Řeka protéká hlubokým a úzkým údolím, které je z většiny zalesněné. Vodní tok zde vytváří četné meandry doplněné travnatými nivami. Širší území v okolí středního toku je chráněné jako Chráněná krajinná oblast Oberes Polenztal und Hohes Birkigt, na území bezprostředně kolem Polenze byly vyhlášeny evropsky významná lokalita Polenztal a také přírodní rezervace Märzenbecherwiese.
Západně od Hohnsteinu poblíž vrchu Hockstein (282 m) překračuje Polenz lužický zlom. Dolní tok protéká velmi hlubokým kaňonovitým údolím se svislými stěnami v pískovcové oblasti Saského Švýcarska. U Porschdorfu se stéká se Sebnicí a společně pokračují jako Lachsbach do Labe.

## Přítoky
Uvedeny jsou pojmenované přítoky s označením ústí do Polenze:
- Laubbach – pravý, severně od hasičské zbrojnice v Langburkersdorfu
- Treibbach – levý, u zámku Langburkersdorf
- Schluckenbach – levý, u železničního mostu v Langburkersdorfu
- Lohbach – pravý, u školy Julius-Mißbach-Grundschulle, Neustadt in Sachsen
- Loßbach – pravý, západní konec vsi Polenz
- Flämmigtbach – levý, poblíž školy v Polenzi
- Cunnersdorfský potok – levý, u mlýna Bockmühle
- Heeselichtský potok – pravý, u mlýna Scheibenmühle
- Goldflüßchen – pravý, u mlýna Heeselichtmühle
- Bärenhohlflüßchen – levý, nad mlýnem Russigmühle
- Kohlichtgraben – pravý, pod Hocksteinem
- Schindergraben – levý, pod Hocksteinem
- Waitzdorfský potok – levý, u mlýna Frinztalmühle

## Přírodní poměry

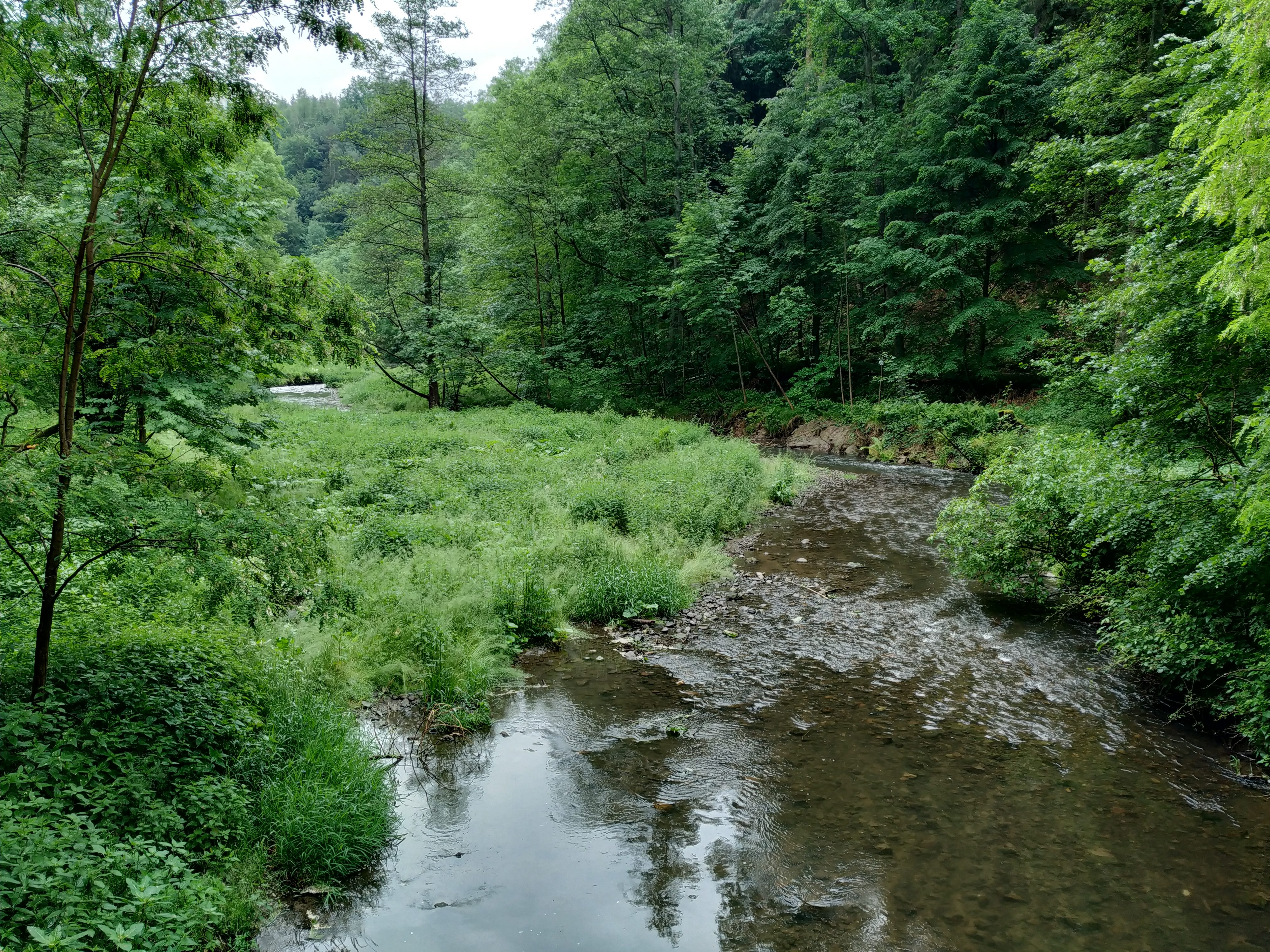
Polenz, Národní park Saské Švýcarsko

Horní tok Polenze protéká německou částí geomorfologického celku Šluknovská pahorkatina (německy Lausitzer Bergland), střední tok pokračuje přes Západolužickou pahorkatinu a vrchovinu (Westlausitzer Hübel- und Bergland) a dolní tok protéká Děčínskou vrchovinou (Elbsandsteingebirge). Podloží Šluknovské a Západolužické pahorkatiny tvoří lužický a dvojslídý granodiorit, který je lužickým zlomem oddělen od pískovce v Děčínské vrchovině. V říčním sedimentu se nachází zlato a zirkon, méně hojně také pyrop, epidot, olivín a spinel. Podle soustavy Natura 2000 převládají podél středního toku acidofilní bučiny a extenzivní sečené louky nížin a podhůří, v dolním toku pak suťové lesy. Hojně zastoupenými dřevinami jsou buk lesní (Fagus sylvatica), bříza bělokorá (Betula pendula) a v dolním toku též smrk ztepilý (Picea abies). Ze živočišných druhů jsou na vodní tok a jeho okolí vázáni vranka obecná (Cottus gobio), mihule potoční (Lampetra planeri), losos obecný (Salmo salar), z obojživelníků čolek velký (Triturus cristatus) a ze savců bobr evropský (Castor fiber), vydra říční (Lutra lutra) či netopýr velký (Myotis myotis) a černý (Barbastella barbastellus). Střední tok Polenze leží na území Chráněné krajinné oblasti Oberes Polenztal und Hohes Birkigt, na kterou v dolním toku navazuje Chráněná krajinná oblast Saské Švýcarsko a Národní park Saské Švýcarsko. Podél středního toku se rozkládá evropsky významná lokalita Polenztal a v části říční nivy přírodní rezervace Märzenbecherwiese s hojným výskytem bledule jarní (Leucojum vernum). Polenz je spolu se Sebnicí a Lachsbachem považována za vodní tok 1. řádu.

## Název
V Hornolužické hraniční listině z roku 1241 je řeka několikrát zmiňována jako Poliza. Jméno je slovanského původu a vykládá se jako Feldbach, česky Polní potok.

## Mlýny
Na Polenzi byla od středověku vybudována řada mlýnů, které však postupem času (zvláště v období po druhé světové válce) ztratily svůj původní účel a byly upraveny nejčastěji na hostince.
- Obermühle – Langburkersdorf
- Mittelmühle – Langburkersdorf
- Hofmühle – Langburkersdorf
- Obermühle (Wachemühle) – Neustadt in Sachsen
- Niedermühle (Stadtmühle) – Neustadt in Sachsen
- Obermühle (Rentschmühle) – Polenz
- Mittelmühle – Polenz
- Niedermühle – Polenz
- Waldmühle – Langenwolmsdorf
- Knochenmühle – Langenwolmsdorf
- Bockmühle – Cunnersdorf
- Scheibenmühle – Heeselicht
- Heeselichtmühle – Heeselicht
- Russigmühle – Hohnstein
- Maimühle – Hohnstein
- Waltersdorfer Mühle – Waltersdorf
- Frinztalmühle – Porschdorf
- Grundmühle – Porschdorf